# Fosse Tournisse
La fosse Tournisse est une étendue d'eau appartenant au réseau hydrographique de Damery (Marne, région Grand Est, France). D'une superficie de 0,8 ha, elle est située entre Damery et La Chaussée de Damery sur la D22. Cette zone était le point de passage qui reliait Damery à l'ancienne gare de Damery-Boursault. La D22 enjambe la fosse grâce au pont de la fosse Tournisse.

## Flore
Le plan d'eau est régulièrement recouvert d'une petite fougère flottante rouge, l'Azolle fausse filicule qui est originaire d'Amérique du Sud. Considérée comme une espèce exotique envahissante, elle bénéficie du phosphore et de l'azote présents dans les eaux. En effet, les eaux de la fosse Tournisse sont polluées en raison des activités agricoles aux alentours.